# Karl von Alten (General, 1833)
Karl Friedrich Franz Victor Graf von Alten (* 1. August 1833 in Hannover; † 24. September 1901 in Gainfarn) war ein preußischer General der Kavallerie und Gouverneur der Festung Ulm.

## Leben

### Herkunft
Karl war der Sohn des Grafen Viktor von Alten (1800–1879) und dessen Ehefrau Hermine, geborene von Schminke (1806–1868). Seine Mutter war eine Tochter des Staatsministers von Schminke. Sein Vater war hannoverscher Geheimer Rat, Ritter des Johanniterordens sowie Herr auf Wilkenburg und Sundern.

### Militärkarriere
Alten besuchte die Klosterschule Ilfeld und trat anschließend als Kürassier in das Garde-Kürassier-Regiment der Preußischen Armee ein. Hier wurde er am 10. Januar 1854 zum Sekondeleutnant befördert. Aufgrund seiner guten Sprachkenntnisse kommandierte man Alten immer wieder zur Begleitung des Prinzen Georg von Preußen auf dessen Reisen. Nachdem er als Premierleutnant à la suite seines Regiments gestellt worden war, wurde Alten am 16. Dezember 1862 zur Gesandtschaft am Niederländischen Hof kommandiert. Am 10. Juli 1865 erfolgte dort seine Beförderung zum Rittmeister und als solcher übernahm er kurz vor Ausbruch des Krieges gegen Österreich am 21. Mai 1866 als Chef eine Eskadron im 1. Garde-Ulanen-Regiment. Mit ihr konnte er sich in der Schlacht bei Königgrätz bewähren. Ende Juli 1868 ernannte ihn König Wilhelm I. zu seinem Flügeladjutant und beförderte ihn am 22. März 1869 zum Major. Im Hauptquartier des Königs nahm Alten am Deutsch-Französischen Krieg teil und wurde am 8. September 1870 mit dem Eisernen Kreuz II. Klasse ausgezeichnet.
Am 18. Januar 1871 war Alten Zeuge der Kaiserproklamation in Versailles. Nach Kriegsende erhielt er für seine Leistungen am 15. Juni 1871 das Ritterkreuz des Königlichen Hausordens von Hohenzollern mit Schwertern und wurde am 25. April 1872 unter Belassung in seiner Stellung als Flügeladjutant Kommandeur der Leibgendarmerie sowie am 22. März 1873 zum Oberstleutnant befördert. Als solcher wurde Alten dann vom 16. April bis 26. Oktober 1874 zur Führung des 2. Garde-Ulanen-Regiments kommandiert und anschließend zum Kommandeur dieses Regiments ernannt. Am 15. Juni 1875 versetzte man ihn als Kommandeur zum Regiment der Gardes du Corps, wo er am 22. März 1876 zum Oberst befördert wurde. Kurzzeitig war Alten vom 22. März bis 12. September 1882 Kommandeur der 1. Garde-Kavallerie-Brigade. Anschließend wurde er Generalmajor und General à la suite des Kaisers und Königs. Unter Belassung in dieser Stellung ernannte man Alten am 8. März 1887 als Generalleutnant zum Kommandeur der 16. Division in Trier. Bereits im November desselben Jahres wurde er von dieser Aufgabe entbunden und zum Kommandeur der Garde-Kavallerie-Division ernannt.
Nach dem Tod des Wilhelms I. wurde Alten am 17. März 1888 nach Paris gesandt, um das Ableben des Kaisers anzuzeigen. Sechs Tage später trat er als General à la suite zu Kaiser Friedrich III. über. Für fast vier Jahre wirke Alten ab 23. Dezember 1889 als Gouverneur der Festung Ulm, erhielt am 5. Mai 1891 den Charakter als General der Kavallerie und wurde schließlich am 24. November 1893 mit Pension zur Disposition gestellt.
Alten war eine bekannte Persönlichkeit der Berliner Gesellschaft und wird von Theodor Fontane in einigen Romanen erwähnt.

### Familie
Alten heiratete am 10. April 1862 in Den Haag Karoline Groeninx van Zoelen van Ridderkerk (1840–1911). Aus der Ehe gingen drei Kinder hervor:
- Aurelia (* 1863)
- Viktor (* 1864)
- Elisabeth (1875–1970) ⚭ 17. September 1895 in Den Haag Karl Graf von Platen-Hallermund (1870–1919)

Altens Schwester war Luise, Herzogin von Manchester und Devonshire. Sein Schwager war der preußische General und Chef des Militärkabinetts Emil von Albedyll.

### Orden und Ehrenzeichen
- Großkreuz des Ordens Isabellas der Katholischen am 16. März 1878
- Kronen-Orden I. Klasse am 23. März 1890
- Brillanten zum Roten Adlerorden I. Klasse mit Eichenlaub, Krone und Schwertern am 22. März 1897